# Thyroptera devivoi
Thyroptera devivoi (Gregorin, Gonçalves, Lim & Engstrom, 2006) è un pipistrello della famiglia degli Tirotteridi diffuso nell'America meridionale.

## Descrizione

### Dimensioni
Pipistrello di piccole dimensioni, con la lunghezza della testa e del corpo tra 38,4 e 46 mm, la lunghezza dell'avambraccio tra 35 e 38 mm e la lunghezza della coda tra 24,6 e 29 mm.

### Aspetto
La pelliccia è lunga e lanuginosa, più corta sulle spalle. Le parti dorsali sono bruno cannella, mentre le parti ventrali sono bruno-grigiastre o bianche, con la base dei peli nera. Il muso è lungo ed appuntito, gli occhi sono piccoli. Le orecchie sono a forma di imbuto, separate e marroni chiare. Il trago è corto e con l'estremità arrotondata. Le membrane alari sono bruno-grigiastre scure e attaccate posteriormente alla base dell'artiglio dell'alluce. Sono presenti dei grossi cuscinetti adesivi ovali alla base dei pollici e sulla pianta dei piccoli piedi. La punta della lunga coda si estende leggermente oltre l'ampio uropatagio, il quale è ricoperto dorsalmente di file trasversali di piccole formazioni verrucose. Il calcar è lungo.

## Biologia

### Comportamento
Si rifugia probabilmente tra le fronde delle palme.

### Alimentazione
Si nutre di insetti.

## Distribuzione e habitat
Questa specie è diffusa nella Guyana sud-occidentale e negli stati brasiliani nord-orientali del Piauí e del Tocantins.
Vive nelle foreste a galleria, savane e cerrado.

## Conservazione
La IUCN Red List, considerato che questa specie è conosciuta soltanto da 4 individui provenienti da tre località, che potrebbe trattarsi di due forme differenti e l'habitat nella parte più meridionale del suo areale viene rapidamente convertito in terreni agricoli e pascoli senza essere a conoscenza dell'impatto che ciò potrebbe avere su di essa, classifica T.devivoi come specie con dati insufficienti (DD).